# Magnetic Beats
Magnetic Beats (originalment en francès, Les Magnétiques) és una pel·lícula francesa dirigida per Vincent Maël Cardona, del qual és el primer llargmetratge. Es va estrenar l'any 2021 i s'ha subtitulat al català.
Seleccionat a la 53a edició de la Quinzena dels Directors del Festival de Canes el juliol de 2021, el llargmetratge va guanyar el premi SACD del mateix festival.
El mateix any, va rebre el premi d'Ornano-Valenti al Festival de Cinema Americà de Deauville de 2021, que premia les òperes primes franceses, i el César a la millor primera pel·lícula.

## Sinopsi
La pel·lícula explica la història d'un grup d'amics durant la dècada del 1980 que, ansiosos d'emocions, dirigeixen un programa de ràdio des del qual posen veu i música a un temps de canvis radicals a Europa: de la Bretanya a Berlín a ritme de Joy Division i Iggy Pop.

## Repartiment
- Thimotée Robart: Philippe
- Marie Colomb: Marianne
- Joseph Olivennes: Jérôme
- Fabrice Adde: Francis
- Louise Anselme: Nathalie
- Younès Boucif: Kader
- Maxence Tual: Jean-Jacques
- Judith Zins: Patricia
- Philippe Frécon: el pare
- Antoine Pelletier: Edouard
- Saadia Bentaïeb: Annie
- Brian Powell: Dany
- Valia Boulay: Yvette
- Benjamin Georjon: sergent del CSO
- Mathilde Bisson: dona de la neteja
- Olga Créancier-Werckmeister: Rita